# Saracurinha-da-inacessível
A saracurinha-da-inacessível ou franga-d'água-da-inacessível (Laterallus rogersi) é uma pequena espécie de ave da família dos ralídeos. Endêmica da Ilha Inacessível no arquipélago de Tristão da Cunha, no isolado Atlântico Sul, é a menor ave não voadora do mundo. A espécie foi descrita pelo médico Percy Lowe em 1923, mas chamou a atenção dos cientistas 50 anos antes. As afinidades e a origem da saracurinha-da-inacessível eram um mistério de longa data; até que em 2018, seu parente mais próximo foi identificado como sendo a sanã-cinza (Laterallus spiloptera), e foi proposto que ambas as espécies deveriam ser postas dentro do gênero Laterallus.
Uma espécie pequena, a saracurinha-da-inacessível tem plumagem marrom, bico e pés pretos, e os adultos têm olhos vermelhos. Ocupa a maioria dos hábitats na Ilha Inacessível, das praias ao planalto central, alimentando-se de uma variedade de pequenos invertebrados e também de matéria vegetal. Vivem em pares e são monogâmicos, sendo ambos os pais responsáveis por incubar os ovos e criar os filhotes. Suas adaptações para viver em uma pequena ilha em altas densidades incluem baixa taxa de metabolismo basal, ninhadas pequenas e a ausência do voo.
Ao contrário de muitas outras ilhas oceânicas, a Ilha Inacessível permaneceu livre de predadores introduzidos, permitindo que esta espécie persista enquanto muitas outras aves que não voam, particularmente ralídeas, fossem extintas. Porém a espécie é considerada vulnerável pela União Internacional para a Conservação da Natureza (IUCN), devido à sua pequena população, que seria facilmente ameaçada pela introdução acidental de mamíferos, como ratos ou gatos.

## Descoberta
Embora a saracurinha-da-inacessível fosse conhecida pelos caçadores de foca de Tristão da Cunha que visitavam a ilha anualmente, a espécie chamou a atenção dos cientistas pela primeira vez durante a expedição Challenger de 1872–1876. Quando a expedição visitou a ilha em outubro de 1873, Sir Charles Wyville Thomson soube da espécie e registrou observações feitas por dois irmãos alemães, os Stoltenhoffs, que viviam na ilha há dois anos. Thomson tentou, porém não conseguiu coletar nenhum espécime.
Outra tentativa de capturar um exemplar foi feita por Lord Crawford em seu iate Valhalla em 1905. Uma tentativa final foi feita durante a expedição Shackleton-Rowett, que passou na ilha em abril de 1922 em seu caminho de volta para a Grã-Bretanha. Esta visita também falhou, mas os membros da expedição partiram recolhendo material com o Rev. HMC Rogers, então capelão de Tristão da Cunha. No ano seguinte, duas peles chegaram ao Museu de História Natural de Londres, seguidas logo depois por outra pela e um espécime em formol. O médico Percy Lowe foi então capaz de usar as peles para descrever a espécie. Ele fez isso, brevemente, numa reunião do Clube dos Ornitólogos Britânicos, em 1923.

## Taxonomia

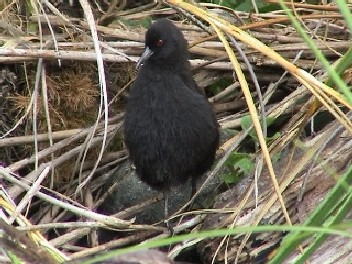
Uma saracurinha-da-inacessível em posição de alerta

Antes de sua coleta, Thomson havia assumido que a espécie era próxima das outras "galinhas-d'água insulares" conhecidas do Atlântico, mas na examinação definitiva Lowe sentiu-se "compelido a encaminhá-la para um novo gênero". O nome genérico Atlantisia é uma homenagem a mítica ilha de Atlântida. O nome específico rogersi celebra o Rev. Rogers, que coletou e enviou os primeiros espécimes para Lowe.
Em seu artigo de 1928 sobre a espécie, Lowe pensou que a saracurinha-da-inacessível era descendente de ancestrais não voadores que chegaram à Ilha Inacessível através de uma ponte terrestre ou um continente afundado como a Lemúria. As pontes terrestres eram comumente usadas para explicar os padrões de distribuição biogeográfica antes do estudo e aceitação das placas tectônicas. Em 1955, entendia-se que a espécie era descendente de ancestrais que voaram para a Ilha Inacessível. Presume-se também que, como a maioria das outras aves terrestres do arquipélago de Tristão da Cunha (exceto Gallinula nesiotis e G. comeri), a saracurinha-da-inacessível provavelmente chegou à ilha a partir de ancestrais comuns da América do Sul.
A posição dessa espécie na família Rallidae tem sido incerta. Lowe pensou que seus parentes mais próximos eram a franga-d'água-preta (Zapornia flavirostra) da África, ou talvez uma ramificação inicial do gênero Porphyrio, uma conclusão baseada principalmente em semelhanças de plumagem. Ele admitiu que era difícil atribuir a espécie a algum parente. O paleontólogo americano Storrs Olson sugeriu em 1973 que a espécie estava relacionada com o "grupo Rallus", que incluía os gêneros Rallus e Hypotaenidia (agora agrupados com Gallirallus), com base na estrutura do esqueleto. Em particular, ele sugeriu que fazia parte de um grupo pró-Rallus que incluía os gêneros Dryolimnas e Lewinia. Olson sugeriu que os ralídeos pró-Rallus têm uma distribuição relicta e estariam presentes na África e na América do Sul, de onde vieram os ancestrais da saracurinha-da-inacessível. O mais recente estudo morfológico comparativo para concluir definitivamente o gênero, em 1998, colocou-a em uma subtribo que foi denominada de Crecina. Sua posição exata não pôde ser determinada, mas foi sugerido que talvez fosse o táxon irmão do gênero Laterallus, um grupo de pequenas sanãs encontradas principalmente na América do Sul.
Duas espécies extintas de ralídeos que não voavam foram colocadas no gênero Atlantisia junto a saracurinha-da-inacessível. A sanã-de-ascensão (Mundia elpenor) e o frango-d'água-de-santa-helena (Aphanocrex podarces) já foram considerados congêneres de L. rogersi. A sanã-de-ascensão desapareceu em algum momento antes de 1700, mas foi brevemente mencionada e descrita pelo viajante e naturalista Peter Mundy em 1656. O frango-d'água-de-santa-helena desapareceu antes de 1600 e nunca foi encontrado vivo pelos cientistas. Em 1973 Olson sinonimizou o gênero Aphanocrex com o gênero Atlantisia, e descreveu a sanã-de-ascensão como sendo congenérica. Hoje é aceito que as espécies evoluíram independentemente (com A. podarces provavelmente nem sendo intimamente relacionada), e em 2003 o gênero Mundia foi erguido e o frango-d'água-de-santa-helena voltou para Aphanocrex, deixando a saracurinha-da-inacessível a única espécie do gênero Atlantisia. Tanto a sanã-de-ascensão quanto o frango-d'água-de-santa-helena foram extintos devido à predação por espécies introduzidas, principalmente gatos e ratos.
Stervander et al. (2018) resolveram a afinidade taxonômica e a história evolutiva da saracurinha-da-inacessível por análises filogenéticas da sequência de DNA de seu genoma mitocondrial. De acordo com este estudo, essa espécie pertence a um clado composto por suas espécies irmãs, a sanã-cinza (Laterallus spiloptera), a sanã-preta (Laterallus jamaicensis), e muito provavelmente a sanã-de-galápagos (Laterallus spilonota), sugerindo, portanto, que saracurinha-da-inacessível fosse movida para o gênero Laterallus.

## Morfologia

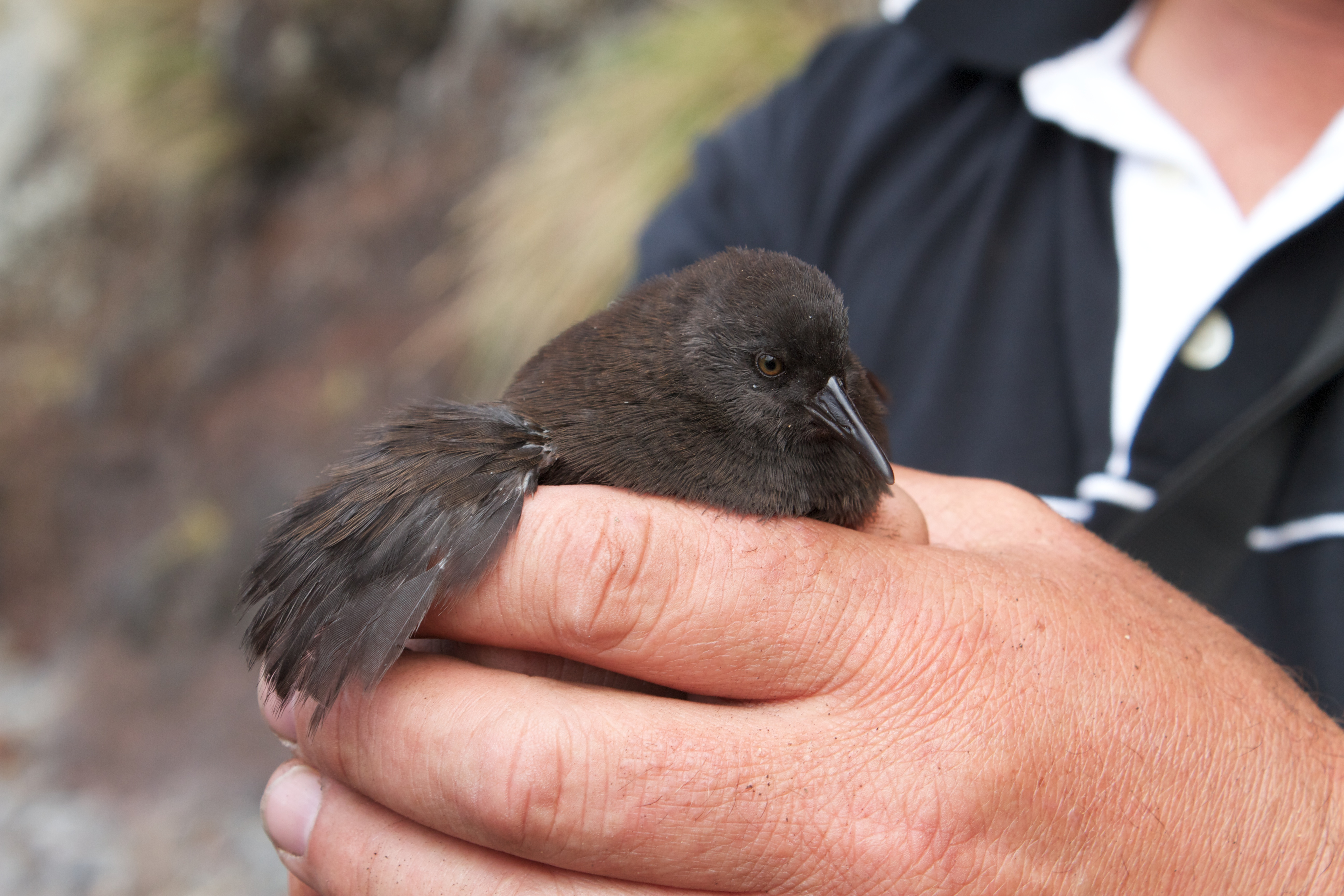
Uma saracurinha-da-inacessível capturada, mostrando suas pequenas asas

É a menor ave viva que não voa do mundo, medindo 13 a 15,5 cm. Os machos são maiores e mais pesados do que as fêmeas, pesando entre 35–49 g, em comparação com 34–42 g das fêmeas. Tem uma plumagem castanha-escura em todo o corpo e cinza-escuro na cabeça, com estrias brancas nos flancos e na barriga, e os adultos possuem olhos vermelhos. Os tarsos e o bico fino são pretos. As penas da saracurinha-da-inacessível são quase como fios de cabelo, e em particular as penas de vôo são degeneradas, pois as bárbulas em muitas das penas não se encaixam, dando uma aparência de plumagem irregular. As asas são pequenas e fracas, ainda menores do que as de seus parentes voadores do mesmo tamanho. A cauda é curta, medindo 3,5 cm de comprimento, e as coberteiras das asas são quase tão longas quanto as retrizes da cauda.
Possui uma baixa taxa metabólica basal (TMB), medida em 1989 com cerca de 60-68% da taxa esperada para uma ave de seu peso. Os cientistas responsáveis pelo estudo especularam que a baixa TMB não era resultado da falta de voo, o que não causa esse efeito em outras espécies de aves, mas sim o resultado do estilo de vida da espécie. A ilha carece de predadores e outros competidores e, como tal, pode-se esperar que esteja em plena capacidade de carga para os ralídeos. Isso, por sua vez, favoreceria a conservação de energia pelas aves, resultando em tamanho de corpo pequeno, baixa TMB e ausência de voo. Uma comparação de ralídeos voadores e não voadores, incluindo a saracurinha-da-inacessível, descobriu que ralídeos que perderam a capacidade de voar também têm metabolismos basais baixos.

## Distribuição e hábitat

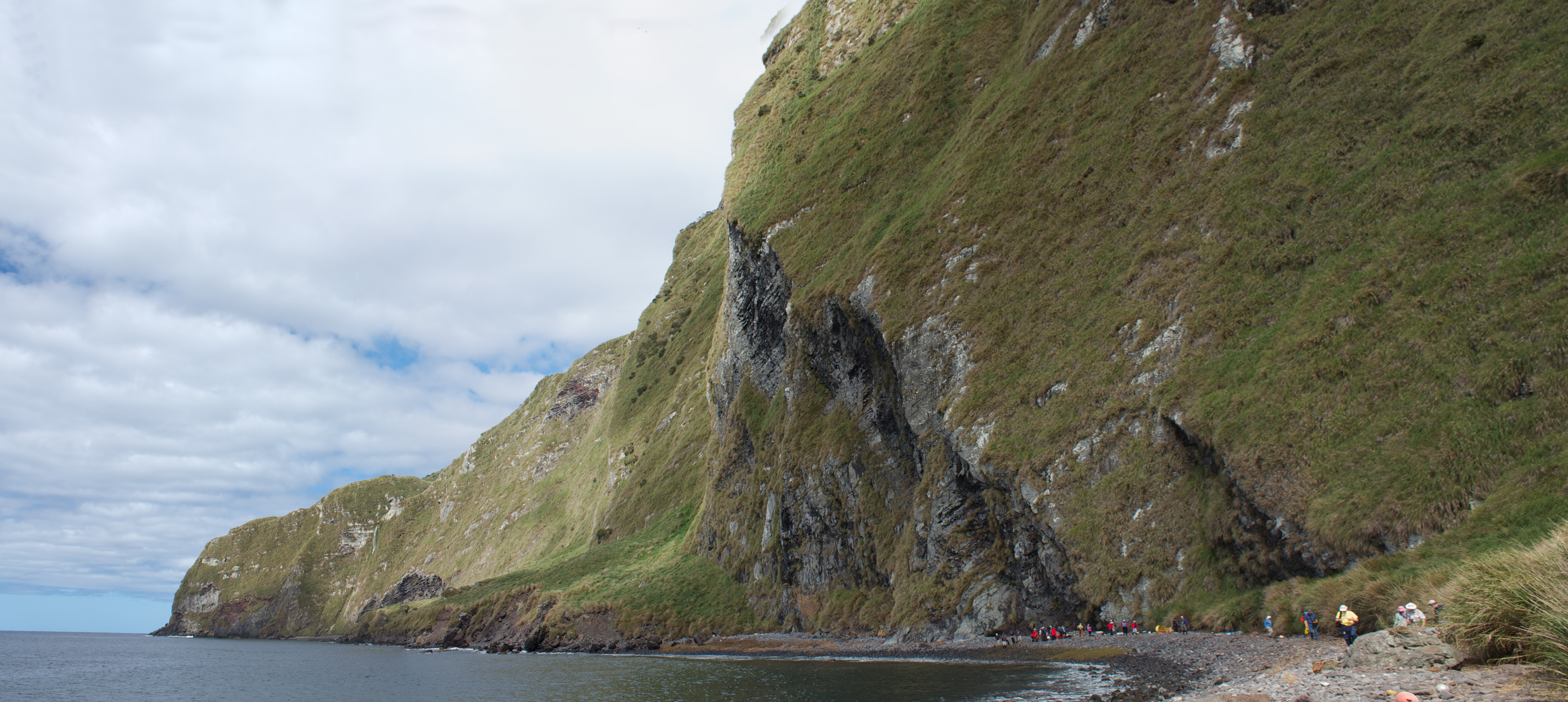
As falésias costeiras íngremes cobertas por vegetação verde são um dos hábitats da saracurinha-da-inacessível na ilha

É endêmica da inabitada Ilha Inacessível no arquipélago Tristão da Cunha, isolada em meio ao Oceano Atlântico. A ilha tem 14 km2 de área e possui um clima oceânico úmido temperado com alta pluviosidade, sol limitado e ventos fortes. A saracurinha-da-inacessível é encontrada em quase todos os hábitats da ilha e em todas as altitudes, desde o nível do mar até 449 m. Atinge suas maiores densidades populacionais em campos de touceiras contendo capim-tussok (Spartina arundinacea), com 10 aves por hectare, e em campos de touceiras misturadas com ciperáceas (Blechnum penna-marina), com 15 aves por hectare. Este hábitat encontra-se perto da costa e cobre a maior parte das falésias íngremes. A saracurinha-da-inacessível também pode ser encontrada em charnecas de samambaia, e na floresta do planalto central que é dominada pelos arbustos das espécies Phylica arborea e Blechnum palmiforme. Em ambos os hábitats a população é estimada em duas aves por hectare. Também forrageia entre os pedregulhos das praias, mas não foi encontrada nas gramíneas secas dos cones de escória (os cientistas que fizeram as observações alertaram que isso não significa que as aves nunca usem esse tipo de hábitat). Usa cavidades naturais entre pedregulhos ou veredas feitas de gramíneas para se movimentar furtivamente.

## Comportamento
É altamente territorial, porém os territórios defendidos são minúsculos. Os territórios nos campos de touceira, onde as densidades populacionais são mais altas, se estendem para 100–400 m2. A pequena dimensão dos territórios torna frequente os encontros entre famílias e indivíduos, sendo comuns os confrontos e as vocações territoriais. No encontro, os confrontos começam com trinados altos ou gorjeios, depois os indivíduos podem se enfrentar, ficando muito próximos uns dos outros e assim começando um ritual de exibição com a cabeça abaixada e os bicos apontados para o chão, onde rodam em círculos. Podem continuar se exibindo até que um deles recue lentamente ou até que ocorra uma rápida escaramuça e o intruso seja expulso.

### Alimentação

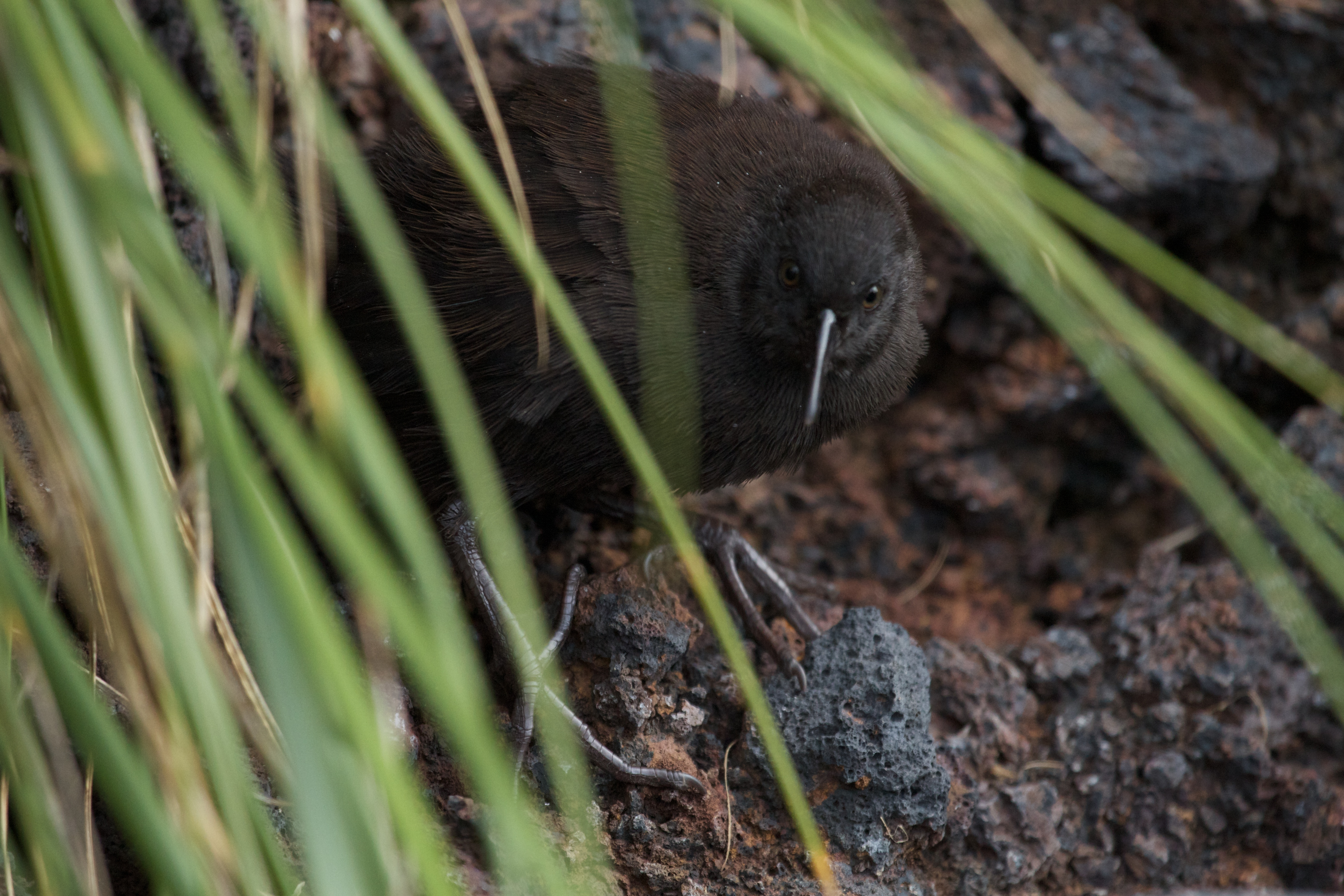
Uma saracurinha-da-inacessível forrageando detrás de gramas altas

O método de forrageamento usado pela saracurinha-da-inacessível é lento e foi deliberadamente comparado ao de um camundongo, o que pode ser considerado um fato já que essa ave ocupa um nicho ecológico semelhante. Se alimentam de uma variedade de invertebrados, incluindo minhocas, anfípodes, isópodes, ácaros e uma variedade de insetos, como besouros, moscas, mariposas e lagartas. As centopéias também podem ser predadas, e uma espécie introduzida de centopéia constitui uma boa parte de sua dieta. Juntamente as presas animais, também se alimentam de bagas de Empetrum e Nertera, bem como sementes de Rumex. Ao contrário do tordo-da-tristão-da-cunha (Turdus eremita), as saracurinhas-da-inacessível não se alimentam de carniça ou de peixes mortos.

### Vocalização
É uma espécie altamente vocal, vocalizando com frequência. Isso pode ser devido à vegetação densa em que a espécie vive, tornando a vocalização a melhor maneira de se comunicar, e os pares e famílias fazem contato frequentemente com o canto durante a alimentação. Os chamados incluem um longo trinado usado quando os pares se encontram e quando confrontam um rival, semelhante ao de outras sanãs. Após escaramuças entre rivais, o indivíduo vitorioso pode fazer um chamado que soa como "weechup weechup". Podem fazer um monótono "tchik-tchik-tchok-tchik" enquanto forrageiam, e o alarme quando predadores estão por perto é um rápido piado. Também fazem uma variedade de trinados durante o período reprodutivo, principalmente quando os pares trocam de lugar durante a incubação, que servem para manter a comunicação entre as aves enquanto uma delas está ausente buscando comida. Porém permanecem em silêncio quando os tordos-da-tristão se aproximam do ninho.

### Reprodução

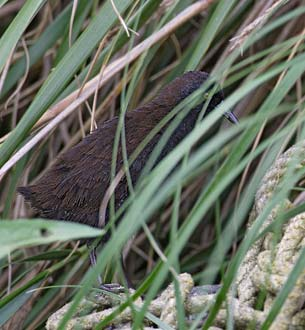
A saracurinha-da-inacessível geralmente nidifica em ramas de touceiras

É um reprodutor sazonal, com postura entre outubro e janeiro. São monogâmicos, o casal permanece juntos pelo resto de suas vidas. Os ninhos são feitos na base de samambaias, entre touceiras ou juncos. Os ninhos são abóbadados em forma de oval, possuindo uma entrada estreita ligada por uma vereda ou túnel. Os ninhos são tipicamente construídos inteiramente do mesmo material do hábitat em que são encontrados, especialmente junco e capim. Existem alguns relatos de outros materiais sendo usados, como folhas de Malus domestica e Salix babylonica.
O tamanho da ninhada é de dois ovos, o que é pouco para ralídeos tão pequenos. Os ovos são branco-leite acinzentados pontilhados com manchas marrom-ruivas que se concentram em torno do ápice do ovo, lembram os ovos do codornizão (Crex crex). São relativamente grandes em comparação ao tamanho da mãe.
O período de incubação da espécie não é conhecido, mas ambos os sexos incubam a ninhada, embora os machos incubem por mais tempo nas observações que foram feitas. Ambos os sexos trazem comida para o parceiro que está incubando. As trocas de lugares durante a incubação são precedidas por chamados de localização, que se tornam mais altos e mais frequentes quanto mais tempo leva para o parceiro responder.
Os ovos eclodem entre 23 e 32 horas um do outro. Os filhotes recém-nascidos possuem uma plumagem totalmente preta e felpuda, assim como os de outros membros do gênero Laterallus, as pernas, os pés e o bico também são pretos e a boca é cinzenta.

## Ecologia

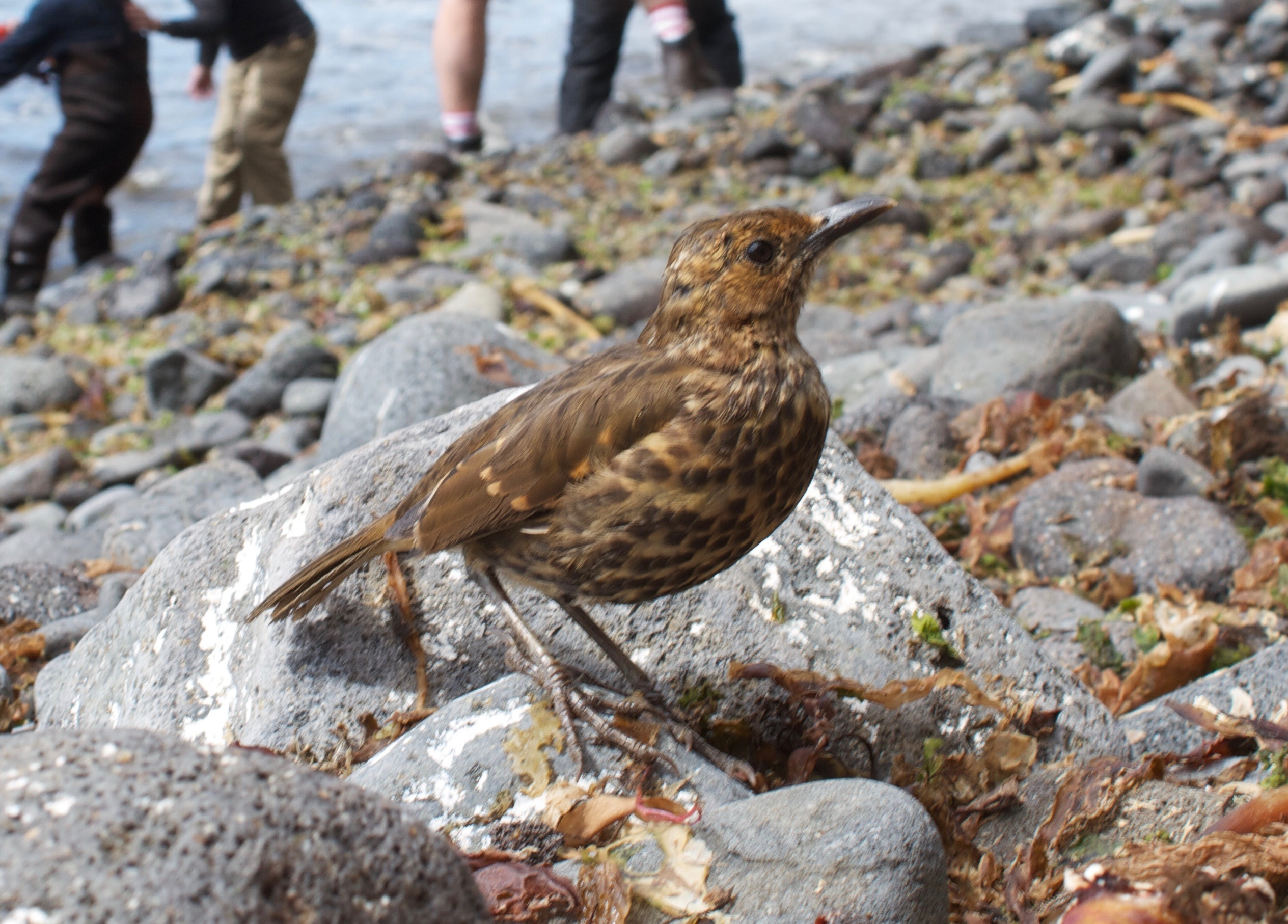
Os tordos-da-tristão-da-cunha são os principais predadores de filhotes de saracurinhas

Lowe especulou em seu artigo de 1927 que, na ausência de predadores mamíferos na ilha, o mandrião-antártico (Stercorarius antarcticus) seria o único predador da saracurinha-da-inacessível. Um estudo da dieta de mandriões-antárticos na Ilha Inacessível confirmou isso, embora os mandriões predem os adultos dessa espécie, a saracurinha e outras aves terrestres formam apenas uma pequena parte da dieta deles. Os cientistas notaram que as aves terrestres, particularmente a saracurinha-da-inacessível, alarmavam quando os mandriões eram avistados. Depois de ouvirem o chamado de alarme, os indivíduos adultos ficam alertas, enquanto os filhotes permanecem em silêncio. Os adultos raramente são predados, mas a mortalidade dos filhotes é alta e a predação por tordos-da-tristão-da-cunha é uma das principais causas.
Duas espécies de piolhos foram encontrados em saracurinhas-da-inacessível, Pscudomenopon scopulacorne e Rallicola zumpti. R. zumpti não foi descrito em nenhuma outra espécie de ave da ilha. P. scopulacorne foi originalmente descrito como uma nova espécie, P. rowani (Keler, 1951), porém mais tarde foi agrupado como uma espécie generalizada.

## Ameaças e conservação

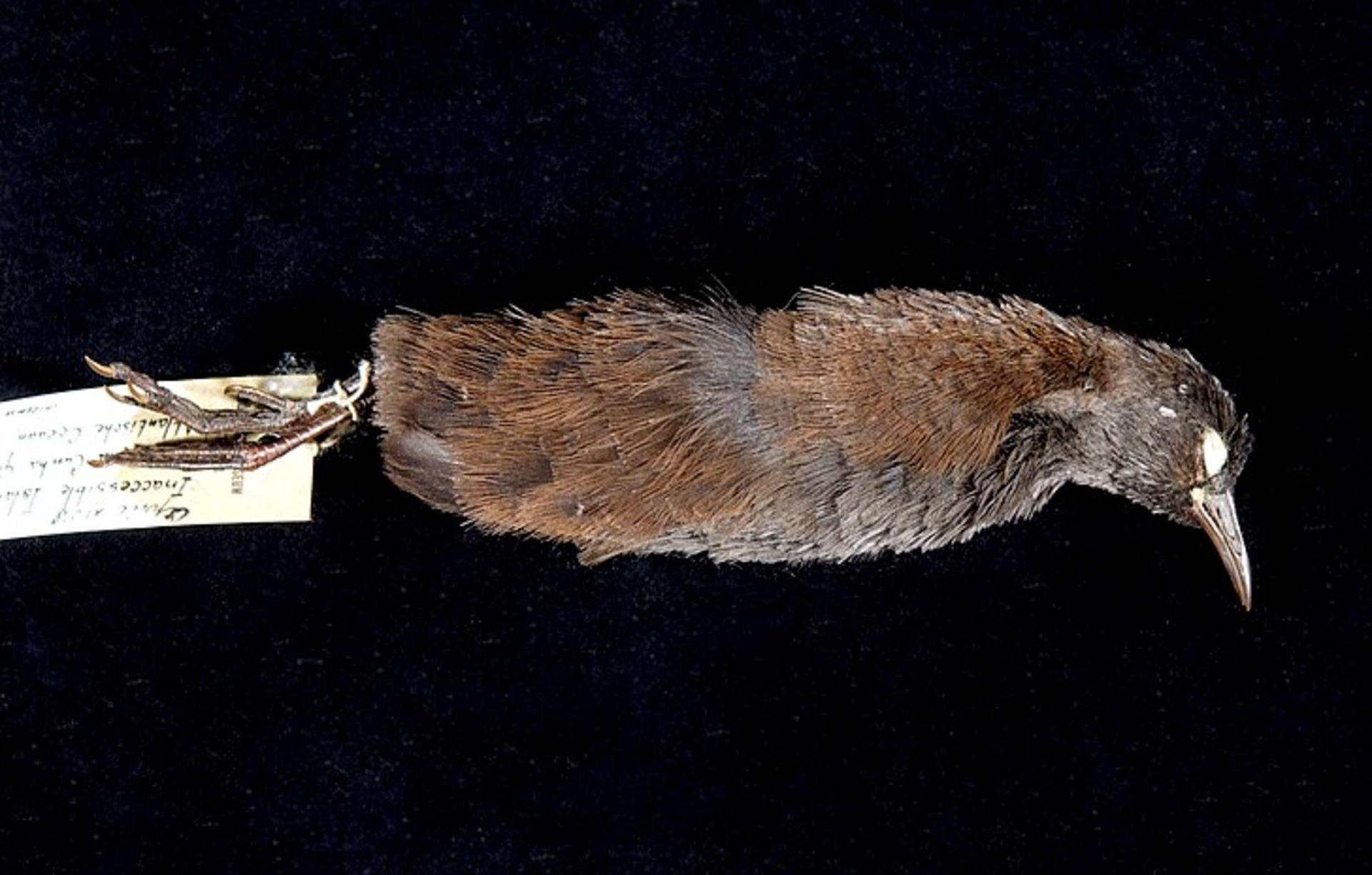
Indivíduo taxidermizado, coletado em 1923 pelas primeiras expedições em busca da espécie

A saracurinha-da-inacessível tem um pequena distribuição global com uma única população. Embora ainda seja comum em sua pequena área, com cerca de 5.600 aves adultas, a espécie é considerada vulnerável pois se uma espécie invasora chegar à ilha pode desestabilizar a população de saracurinhas. Os ralídeos insulares, particularmente as espécies que não voam, são vulneráveis à extinção. Camundongos, gatos e ratos, todos os quais seriam uma séria ameaça para esta ave, não estão presentes na ilha, nem nunca estiveram, mas estão presentes nas proximidades de Tristão da Cunha, e podem chegar a ilha através de navios de pesca ou outros barcos (ratos foram encontrados em barcos que visitavam a Ilha Nightingale). Devido a esta vulnerabilidade, esta espécie é classificada como vulnerável pela Lista Vermelha da IUCN. Supõe-se que os incêndios registrados na Ilha Inacessível em 1872 e 1909, desimaram um grande número de saracurinhas, mas não ocorreram desde então. Na década de 1950, esta espécie era muito procurada para coleções científicas, e poucas vezes a licença necessária era concedida para essas coletas, que eram feitas ilegalmente.
Várias medidas de conservação foram tomadas ou propostas para proteger esta espécie. A Ilha Inacessível já foi sugerida como um local para agricultura para os habitantes de Tristão da Cunha, o que teria reduzido drasticamente o hábitat e arriscado a introdução de espécies ferais. No entanto, a ilha foi declarada como uma reserva natural pelo Conselho da Ilha de Tristão da Cunha em 1994. O acesso à ilha é restrito agora, embora os ilhéus de Tristão da Cunha ainda possam visitar a ilha para coletar lenha e guano. Outras sugestões para garantir o futuro desta espécie incluem maior educação sobre biossegurança para a comunidade local, e potencialmente estabelecendo uma população cativa. Também foi sugerido que populações sejam introduzidas em ilhas vizinhas seguras, caso predadores cheguem à Ilha Inacessível, mas isso pode ter impactos negativos na fauna endêmica dessas outras ilhas.